# Ozicrypta pearni
Ozicrypta pearni is een spinnensoort uit de familie Barychelidae. De soort komt voor in Queensland.